# Polbičev vozel
Polbičev vozel je enostaven vozel, ki se pogosto uporablja kot pripomoček za ustvarjanje trenja v plezalstvu in jamarstvu pri varovanju in spuščanju. Zanj se uporablja tudi kratica HMS, ki izhaja iz nemške besede Halbmastwurfsicherung, kar pomeni varovanje s polbičevim vozlom. Tehnika se lahko uporablja v kombinaciji s posebno hruškasto oblikovano HMS-vponko ali katero koli vponko, ki je dovolj široka, da gresta vanjo dva obrata vrvi.